# Albsuinda
Albsuinda také Alpsuinda (6. století? - ?) byla langobardská princezna, jediný potomek Alboina, krále Langobardů v Panonii a jeho první manželky Chlothsind Franské, dcery merovejského krále Chlothara I. Její matka zemřela již v jejím dětství, krátce před langobardsko-gepidskou válkou v roce 567, v níž byli Gepidové zcela zničeni. Po langobardském vítězství se její otec Alboin znovu oženil s Rosamundou, dcerou gepidského krále Kunimunda, kterého osobně zabil v bitvě.
V roce 568 Alboin se svým lidem opustil Panonii, aby napadl byzantské území na severu Itálie, které do roku 572 dobyl. Ve stejném roce Albsuindina nevlastní matka Rosamunda společně s Helmichisem, královým panošem ve Veroně zorganizovala vraždu svého manžela Alboina. Podle Paula Diacona byla Albsuinda po vraždě otce ještě jako dítě unesena nevlastní matkou Rosamundou a uzurpátorem Helmichisem do Ravenny. Jako jediný potomek langobardského krále Alboina měla značnou politickou hodnotu, mohla se stát spojovacím článkem, který by prostřednictvím jejího manželství předal dynastická práva na nového panovníka. Kromě toho také během jejího únosu zajišťovala Rosamundě a Helmichisovi loajalitu langobardské posádky, která je následovala do Ravenny.
Krátce poté, co dorazili do Ravenny, se Rosamunda a Helmichis navzájem zabili. Poté Albsuindu Longinus, pretoriánský prefekt v Ravenně poslal do Konstantinopole. Zde se byzantská diplomacie pravděpodobně domnívala, že ji využije jako politický nástroj k tomu, aby Langobardům vnutila probyzantského krále, ale v historických zdrojích se o princezně Albsuindě nedochovaly žadné další informace.